# Brachymyrmex flavidulus
Brachymyrmex flavidulus es una especie de hormiga perteneciente al género Brachymyrmex, categorizada en la tribu Myrmelachistini, de la subfamilia Formicinae.

## Distribución
La especie es nativa de la región del Neotrópico. Se distribuye por América, en Colombia, Costa Rica, Cuba y Jamaica.

## Taxonomía
La especie descrita inicialmente como Plagiolepis flavidulus por Roger (1863) fue transferida por Smith (1955) al género Brachymyrmex, principalmente por criterios geográficos. Sin embargo, esta reasignación se apoya morfológicamente en el número de segmentos antenales (9 en Brachymyrmex vs. 11 en Plagiolepis), lo cual confirma su ubicación correcta.